# Another Hero
Another Hero est une série télévisée française de format shortcom, créée, écrite et réalisée par Guillaume Beylard en janvier 2012 et diffusée sur internet et sur la chaine Nolife.
Il s'agit d'une web-série française humoristique imprégnée de fantastique se basant plus particulièrement sur l'univers des super-héros, mangas et faisant écho à la culture populaire du cinéma Grindhouse et Bis. 
En janvier 2012 la série est qualifié par Geek Le magazine de  « Seinsei Nanard de la web-série française ».

## Histoire
Romain David est un super héros qui est vraiment un héros sans pouvoir particulier, ainsi que ses deux colocataires dépourvus de pouvoirs : Pascal et Fred. Ensemble, ils combattent le mal incarné par la multinationale Inferni pour la liberté et la justice.

## Distribution

### Acteurs principaux

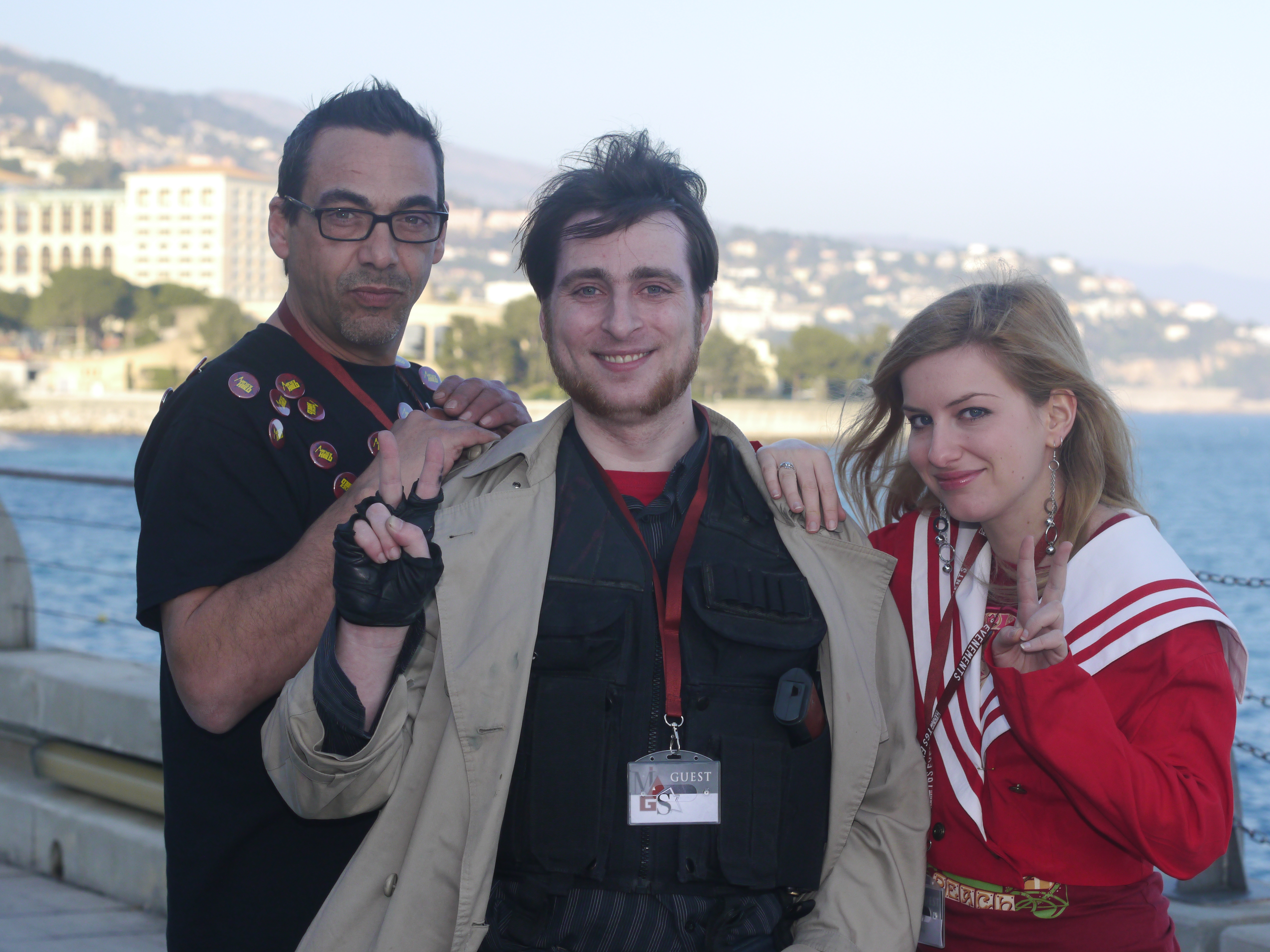
Patrick Sage, Romain Nicolas et Elsa Toro au Monaco Anime Game Show 2013

- Romain Nicolas : Romain David
- Christophe Robin : Fred Lennox
- Pascal Garcin : Pascal
- Elsa Toro : Sonia Blade
- Jeanne Dessart : Lady BlackDeath

### Acteurs récurrents
- Patrick Sage : Docteur Sauvage
- César Borras : Michel le concierge
- Michel Coste : Gordon Guecko
- Antony Cinturino : père de Romain David
- Frédéric Perchet : Le Duc
- Pistache Taret : Eaque
- Julien Quaglierini : Minos

### Fiche technique

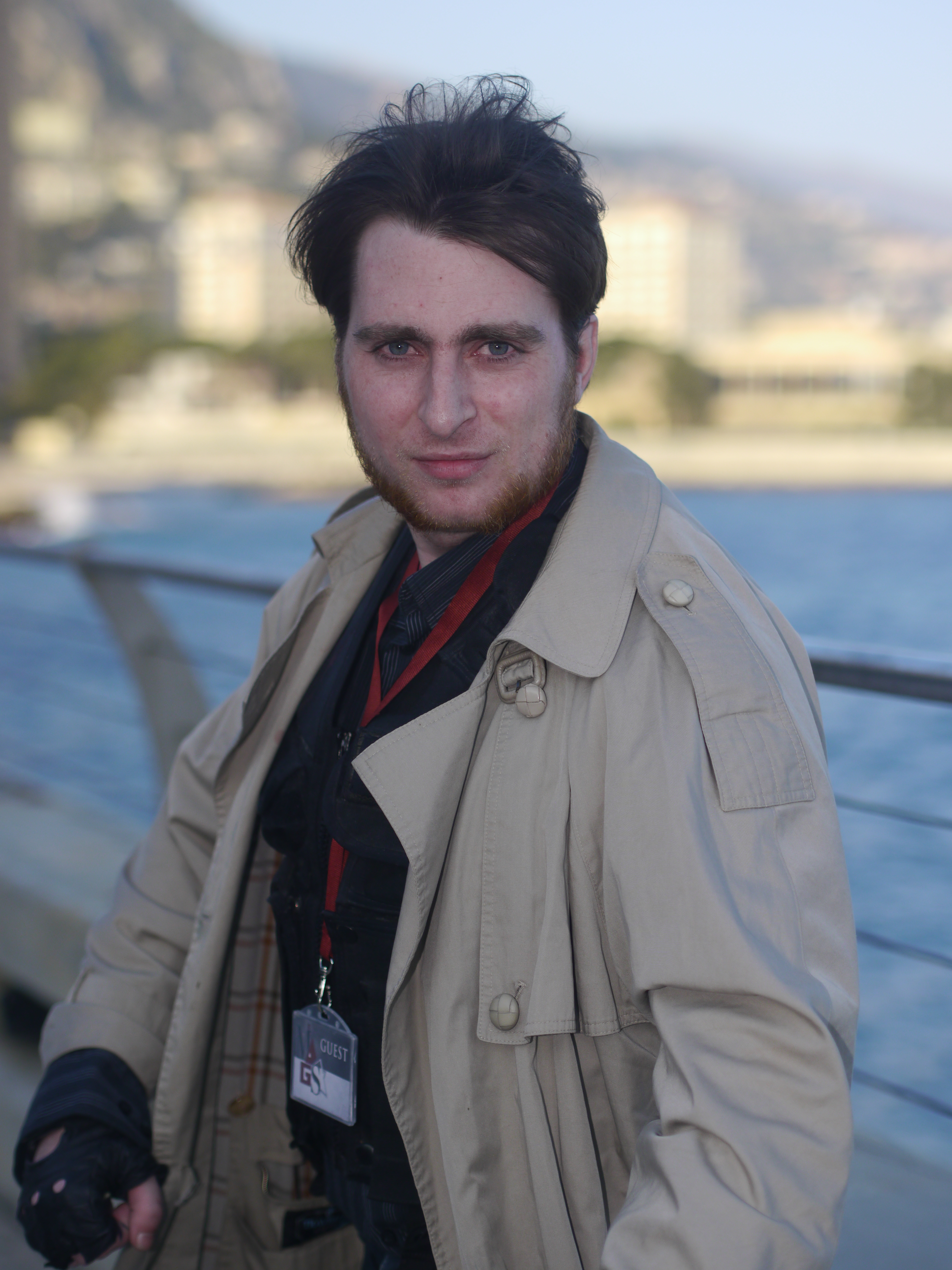
Romain Nicolas alias Romain David

- Production : Guillaume Beylard et Romain Nicolas
- Moyens techniques : School’s Out et Le Chat qui fume
- Partenaires : Terra Ludis, BadGeek.fr, Les Azamites
- Réalisation Montage : Guillaume Beylard et Florian Roche
- Réalisation Montage épisode 1 : François Gaillard
- Cadres : Florian Roche, Guillaume Beylard, François Gaillard, Guilhem Sendras, Nima Rafighi
- Scénario : Guillaume Beylard
- Directeur de la photo: Nima Rafighi
- Accessoires : Thomas Laporte
- Chorégraphie combats : Cinturiwolf (EP1/4/14/15) et Julien Quaglierini (EP14/15)
- Effets spéciaux numériques : Fabien Felicite, Ludovic De Wael, Kevin Leteurtre
- Conseils techniques : Stéphane Bouyer
- Séquence Flash : Cécile Beylard
- Sound designer mixage : Nicolas Verdoux
- Musiques : Guillaume Wilmot, Double Dragon
- Musiques additionnelles : Kapture, Continental Drift, Initial, Black Apple
- Régie : Guy Melon

## Événements

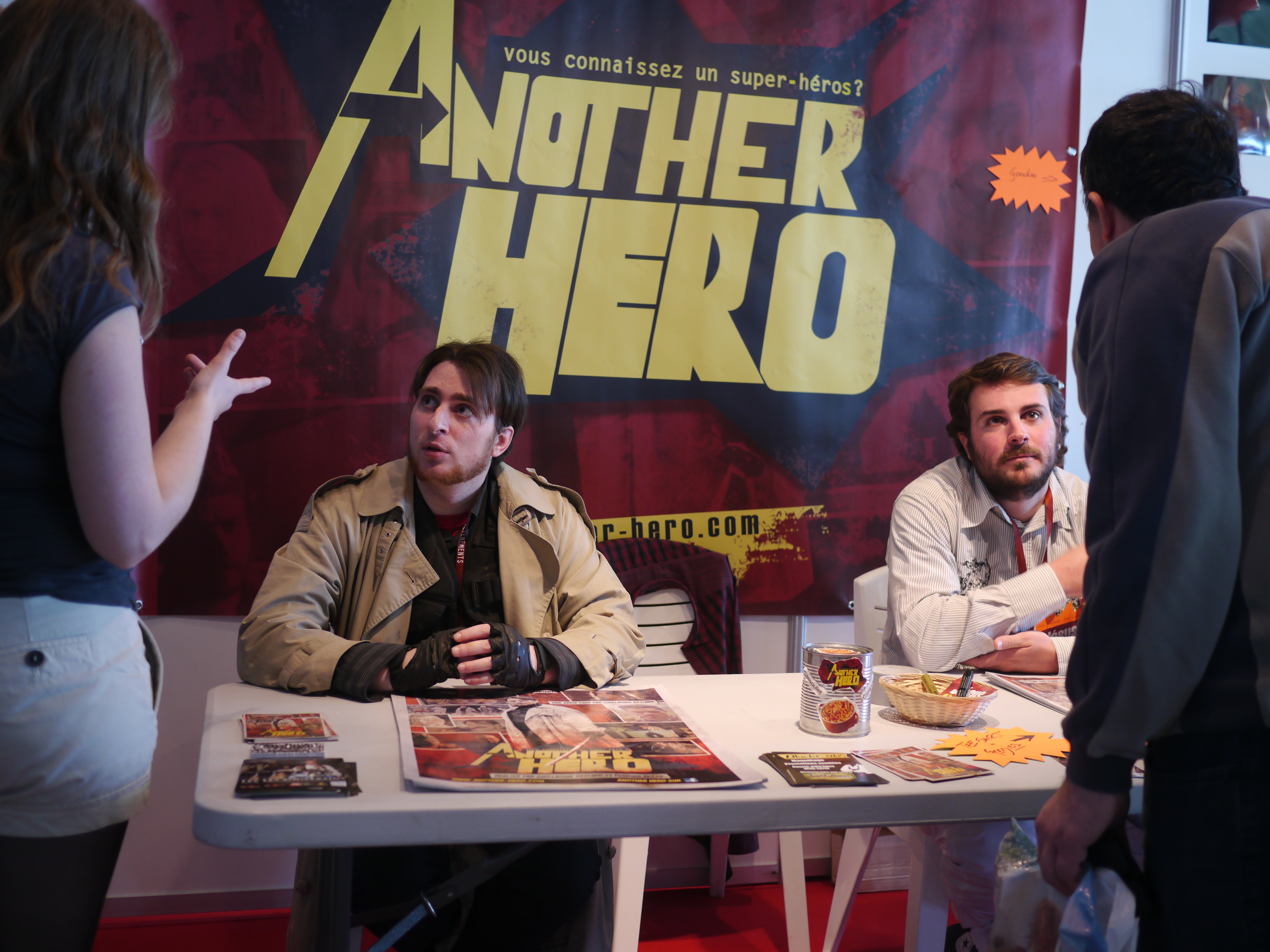
Romain Nicolas et Christophe Robin au Monaco Anime Game Show 2013

- Juillet 2012 : ils participent à la Japan Expo/ Comic Con où ils diffusent le 1er épisode en conférence dans le quartier web[2].
- Novembre 2012 : ils participent pour la seconde fois au Montpellier In Game et au festival des web-série d'où ils sortent troisième derrière Flander's Company et Noob[3],[4].
- 11 janvier 2013 : la série est diffusée sur la chaîne NOLIFE[5],[6]
- Mars 2013 : ils sont au Monaco Anime Game Show où ils présentent en conférence les trois derniers épisodes de la fin de la saison 1 en exclusivité[7].
- Mars 2013 : Ils participent également au Japan Expo Sud et au Japan Event à Clermont Ferrand[8].
- Avril 2013 : Le TGS Ohanami les annonce sur l'affiche officielle dessiné par Davy Mourier. Guillaume Beylard participe à la première conférence multi web-série[9].
- Juillet 2013 : Ils participent à la Japan Expo / Comic Con pour la seconde fois.

## Autour de la série
- Guillaume Beylard, créateur de la série, en parle souvent en disant que c'est un savant mélange de Buffy contre les vampires et Salut Les Musclés, mettant en avant le côté très varié des références de la série.
- L'équipe est polyvalente et a réalisé plusieurs films, dont des films d'horreur disponible en DVD[10].
- Christophe Robin et Romain Nicolas sont deux amis d'enfance de Guillaume Beylard. Ils ont tourné ensemble en 2002, un court métrage appelé La Bête disponible sur YouTube qui représente une première version d'Another Hero[11].
- Beaucoup d'épisodes portent un titre reprenant soit un titre de chanson, soit un titre de film.
- Une première version des cinq premiers épisodes a été diffusée à partir d'octobre 2011 puis retirée d'Internet en janvier 2012. Une réécriture et un nouveau tournage pour l'épisode pilote, dont la réalisation a été confiée à François Gaillard réalisateur du film Last Caress.
- La version 2.0, est arrivé en mai/juin 2012[12].
- La saison 1 a été tournée en mai/juin 2011 et a nécessité 1 200 euros de budget[13], ce qui en fait une des séries les moins chers du marché.
- La saison 2 verra le jour et sera réalisé par Joris La Manna. Guillaume Beylard reste scénariste[réf. souhaitée].